# Efstathios Khorafas
Efstathios Khorafas (græsk: Ευστάθιος Χωραφάς; født 1871) var en græsk svømmer, som deltog i de første moderne olympiske lege 1896 i Athen.
Khorafas stillede op i 100 meter, 500 meter og 1200 meter fri. I 100 meter fri deltog seks ud af de 35 tilmeldte, og Khorafas' placering kendes ikke; blot sluttede han ikke som en af de to forreste. Det samme gælder i 1200 m fri, hvor der også stillede seks svømmere til start, og kun de to forreste er registreret; Khorafas var heller ikke her iblandt disse. I 500 m fri stillede blot tre svømmere til start, og her blev Khorafas nummer tre.